# Jhonny González
Jhonny González (nacido el 18 de septiembre de 1981 en  Ciudad de México) es un boxeador profesional mexicano. Ha sido campeón mundial de peso gallo de la WBO y peso pluma del WBC; título que obtuvo al noquear a Abner Mares que hasta antes de esa pelea iba invicto. Uno de los mejores boxeadores.

## Carrera profesional

### Peso Gallo
El 29 de octubre de 2005, González derrotó a Ratanachai Sor Vorapin por nocaut técnico en el séptimo asalto, por el campeonato peso gallo de la WBO. El 27 de mayo de 2006, lo defendió con éxito contra Fernando Montiel con una decisión dividida.

### Peso Supergallo
Mientras era campeón mundial gallo, González subió de peso y trató de capturar el título supergallo del WBC el 16 de septiembre de 2006. Sin embargo, perdió ante Israel Vázquez por nocaut, y optó por regresar a peso gallo.
Su segunda defensa de su título mundial gallo WBO, cuando venció al excampeón mosca de la IBF Irene Pacheco el 30 de marzo de 2007. En su tercera defensa sin embargo, González fue destronado por el veterano Gerry Peñalosa, quien lo noqueó en el séptimo rounda el 11 de agosto de 2007.
El 23 de mayo de 2009, González desafió Toshiaki Nishioka por el título mundial supergallo del WBC en Monterrey , México . González derribó Nishioka en el primer round, pero finalmente perdió por KO en el Round 3, en intento de capturar el título.
Después de la pelea contra Nishioka, González decide cambiar su equipo, que siempre había sido entrenado por su padre Miguel Ángel Ratón González, pero ahora está bajo las enseñanzas de Ignacio Beristáin .

### Peso Pluma
Gonzales decidió abandonar la categoría de peso supergallo y comenzar a visualizar a sí mismo como un campeón peso pluma. González ganó el título internacional de peso pluma del WBC el 16 de diciembre de 2009, contra Marlon Aguilar. La lucha tuvo lugar en el Auditorio Plaza Condesa en la Ciudad de México . Gonzales ganó el combate por nocaut técnico en la ronda 4 y después de estos acontecimientos, fue a buscar un nuevo intento de convertirse en un campeón mundial en México. 
González desafió Asiku Jackson el 15 de septiembre de 2010, en el Hotel Hilton de Las Vegas, por el título de peso pluma de la OIB. El púgil mexicano derrotó a su oponente por nocaut técnico en la sexto round, para ganar el título pluma IBO.
González visitó Japón en una situación de inestabilidad tras el terremoto de Sendai para ganar el título de peso pluma del WBC por nocaut técnico sobre Hozumi Hasegawa como retador obligatorio en el Salón Mundial Memorial en Kobe el 8 de abril de 2011. 
El 24 de agosto de 2013, se enfrentaría por el Título del WBC ante Abner Mares en Carson. Luego de los dos primeros minutos del primer round, la pelea iba pareja, no obstante un descuido de Mares, haría que fuese alcanzado por un muy potente golpe de izquierda de González, enviándolo a la lona en mal estado, aunque lograría levantarse; una combinación de golpes de Jhonny volvería a enviar a la lona a Abner, y al ver el réferi el mal estado de éste, decidió detener la pelea; por lo que González ganaría el combate por KO faltando 5 segundos para finalizar éste, y recuperando de esta manera el Título Mundial del WBC en la división pluma.
El 28 de marzo de 2015 se enfrentó al estadounidense Gary Russell, Jr.; contra el cual perdería su título mundial de WBC por KO en el cuarto round.

## Títulos Mundiales
- Campeón mundial de peso gallo de la WBO
- Campeón mundial de peso pluma IBO
- Campeón mundial de peso pluma WBC